# But I'm a Cheerleader
But I'm a Cheerleader (bra: Nunca Fui Santa) é um filme estadunidense de 1999, uma comédia romântica dirigida por Jamie Babbit. O enredo do filme gira, de forma cómica, em torno da questão da "cura" da homossexualidade da jovem Megan Bloomfield.

## Elenco
- Natasha Lyonne – Megan Bloomfield
- Clea DuVall – Graham Eaton
- Cathy Moriarty – Mary J. Brown
- Mink Stole – Nancy Bloomfield
- Melanie Lynskey – Hilary Vandermuller
- Bud Cort – Peter Bloomfield
- Joel Michaely – Joel Goldberg
- Eddie Cibrian – Rock Brown
- Katharine Towne – Sinead Laren
- RuPaul Charles – Mike
- Kip Pardue – Clayton Dunn
- Douglas Spain – Andre
- Dante Basco – Dolph
- Katrina Phillips – Jan
- Richard Moll – Larry Morgan-Gordon
- Wesley Mann – Lloyd Morgan-Gordon
- Julie Delpy – lésbica no bar
- Michelle Williams – Kimberly
- Brandt Wille – Jared
- Ione Skye – Kelly

## Recepção
O Metacritic, que usa uma média ponderada, atribuiu ao filme uma pontuação de 39 em 100, baseado em 30 críticos, indicando críticas "geralmente desfavoráveis".